# Les Frigos
Koordinaten: 48° 49′ 53″ N, 2° 22′ 44″ O

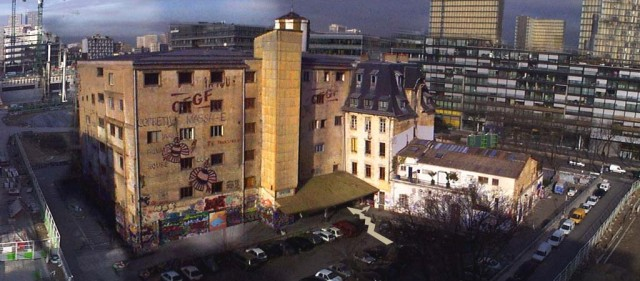
Das Gebäude des Künstlerkollektivs

Les Frigos ist ein Künstlerkollektiv im 13. Arrondissement von Paris. Das Gebäude ist ein ehemaliges Kühllager (fr. le frigo – der Kühlschrank) und befindet sich unweit des Gare d’Austerlitz an der Rue des Frigos. Das Viertel Quartier de la Gare, 50. Quartier der Stadt, wurde ab den 1970er Jahren städtebaulich saniert. Industrieanlagen und Großmärkte wurden durch moderne Bürogebäude ersetzt, am bekanntesten davon sind die neue Bibliothèque nationale de France und die Universität Paris VII. Les Frigos ist neben der ehemaligen Großmühle Grands Moulins de Paris eines der wenigen erhaltenen alten Industriegebäude.

## Geschichte

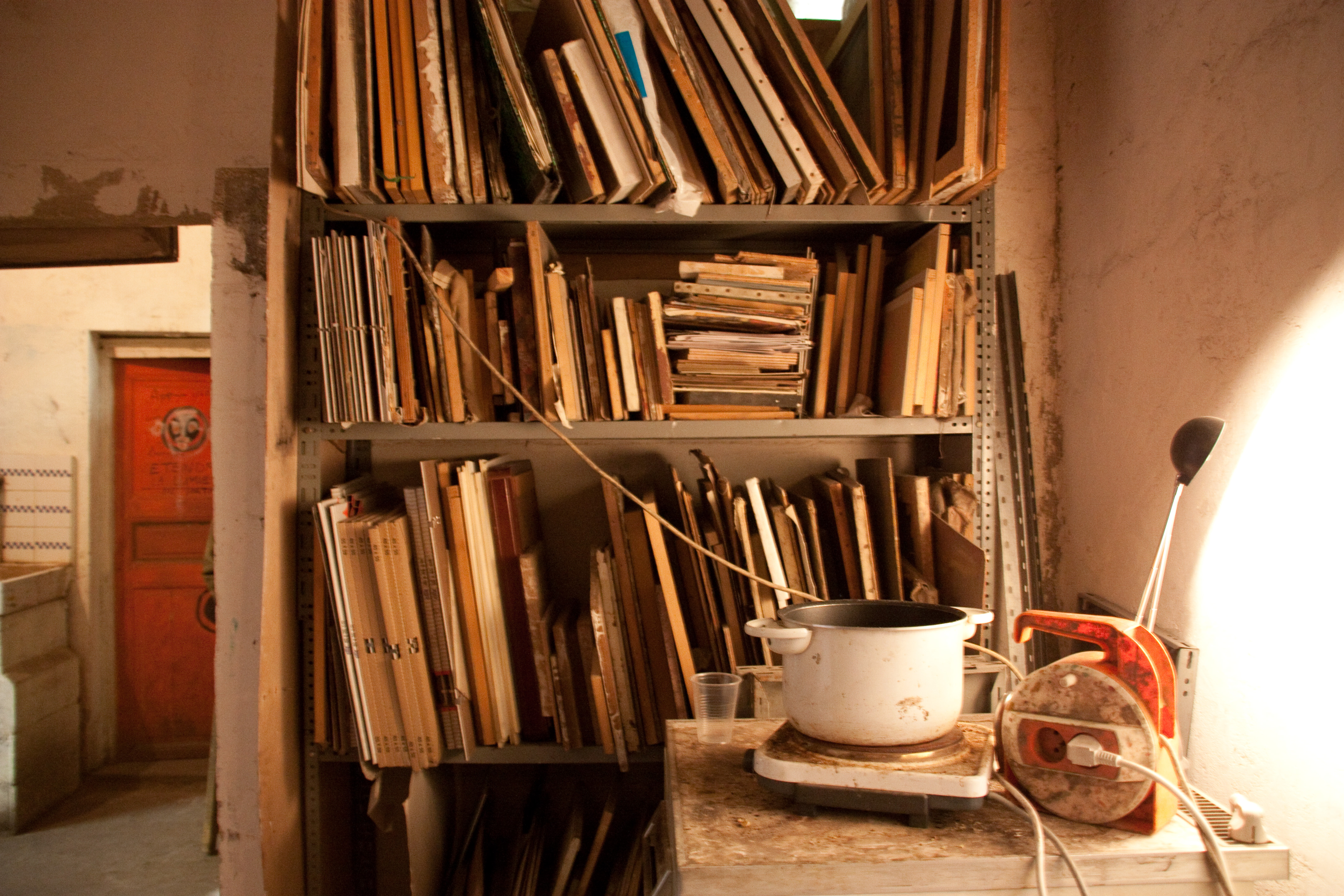
Aufnahme aus dem Inneren

Nach dem Ersten Weltkrieg wurde das Kühllager von der Compagnie du chemin de fer de Paris à Orléans (P.O.) errichtet, der zweitgrößten privaten Eisenbahn des Landes. Im benachbarten Ivry-sur-Seine vor den Toren von Paris wurde 1921 der große Umschlagbahnhof für Kühlgüter Paris-Ivry fertiggestellt. Das Gebäude hatte damals direkten Schienenzugang. Les Frigos ist eines der letzten erhaltenen Gebäude des Komplexes.
Nachdem Paris 1940 von deutschen Truppen besetzt worden war, wurde im November 1943 das Lager Austerlitz als eines von drei Nebenlagern des Sammellagers Drancy eröffnet. Von Drancy aus wurden etwa 65.000 Menschen deportiert, vor allem französische Juden. In der Umgebung des Gare d’Austerlitz wurden 400 Personen zu Zwangsarbeit gezwungen.
Seit 1938 gehörte das Unternehmen P.O. zur staatlichen SNCF, die damit auch Les Frigos übernahm. Als 1969 die Pariser Markthallen endgültig vom Stadtzentrum über der Metro-Station Châtelet Les Halles nach Rungis und La Villette verlegt wurde, verlor der zentrumsnahe Güterbahnhof Paris-Ivry seine Daseinsberechtigung. In den folgenden 15 Jahren stand Les Frigos leer.

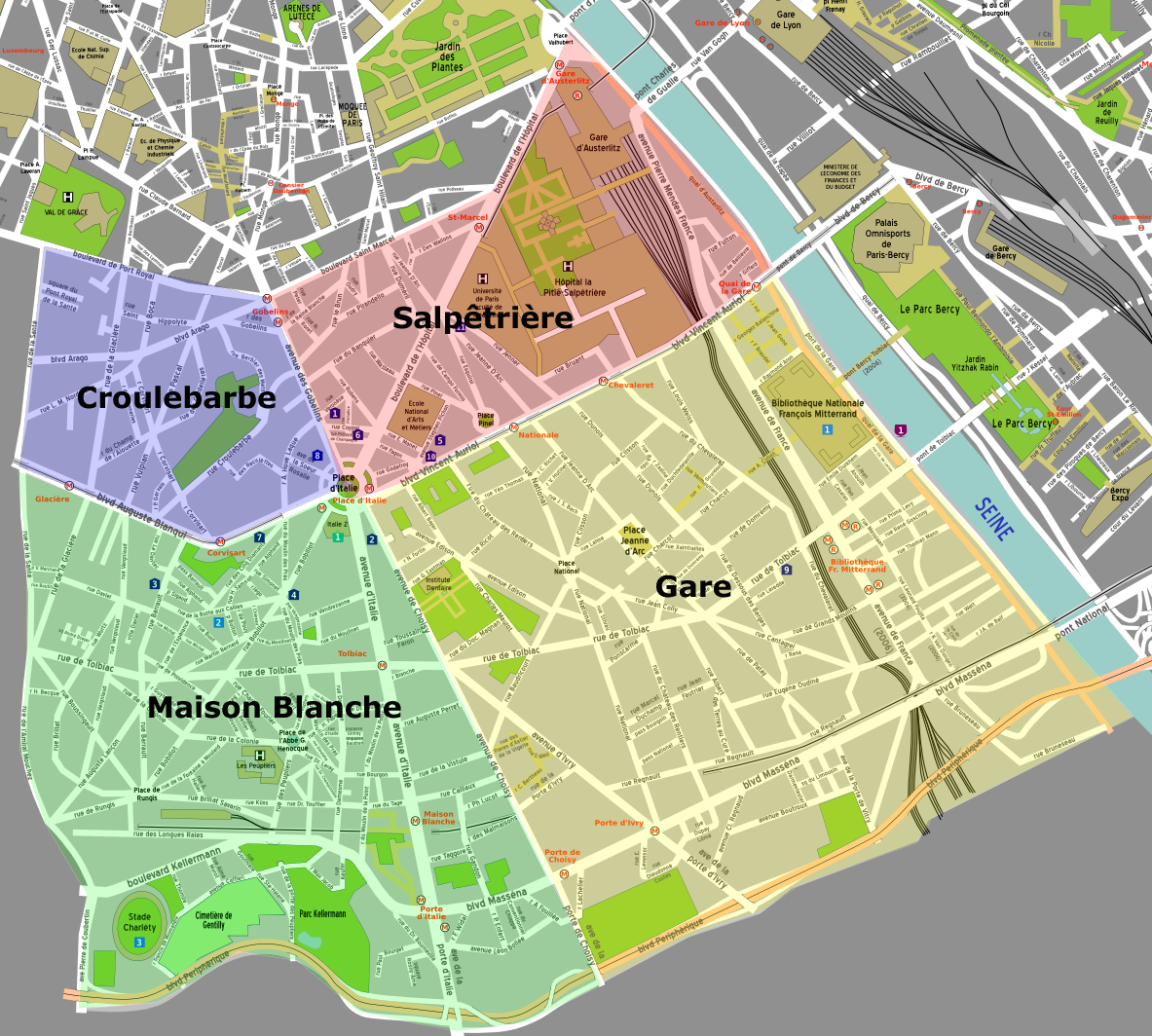
Das 13. Arrondissement, gelb das Quartier de la Gare

Ab den 1970er Jahren wurde das gesamte Viertel städtebaulich saniert und von einem Industriegebiet in ein Büroviertel verwandelt. Seit 1985 geschah dies vor allem unter der Ägide der Société d’économie mixte d’aménagement de Paris (Semapa). 1980 vermietete die SNCF das Gebäude an 15 Künstler, seit 1985 verwaltet die Semapa das Gebäude für die SNCF. Heute arbeiten etwa 200 Künstler in Les Frigos, unter ihnen  Schauspieler, Maler, Fotografen, Grafiker und Bildhauer. Ein Teil von ihnen lebt auch dort.